# McNay Art Museum
McNay Art Museum – muzeum sztuki znajdujące się w San Antonio w Stanach Zjednoczonych. Było pierwszym Muzeum Sztuki Nowoczesnej w Teksasie.
Muzeum powstało na mocy testamentu Marion Koogler McNay, która przekazała na ten cel swój dwudziestoczteropokojowy hiszpański dom w stylu kolonialnym wraz z ponad 9-hektarową posiadłością z fontannami, ogrodem japońskim i stawem rybnym. Pierwotnie zbiory składały się z kolekcji McNay. Z biegiem lat muzeum powiększyło kolekcję o dzieła sztuki średniowiecznej i renesansowej oraz dużą kolekcję dzieł XX-wiecznych artystów amerykańskich.
W zbiorach można podziwiać prace m.in. El Greca, Cezanna, Picassa, Gauguin, Matisse, Rivera, Cassatt i Hoppera. Kolekcja składa się z ponad 14 tys. obiektów i jest jedną z najlepszych kolekcji sztuki współczesnej i rzeźby w południowo-zachodnich Stanach Zjednoczonych.